# Kupplung (Kraftfahrzeug)
Bei Kraftfahrzeugen mit Verbrennungsmotor und Schaltgetriebe spielt die Kupplung eine zentrale Rolle, wenn es darum geht, den Kraftfluss zwischen Motor und Getriebe zu verbinden oder zu trennen. Sie werden mechanisch, elektrisch oder hydraulisch betätigt. Die Kupplung dient dazu, den Kraftfluss zwischen Motor und Schaltgetriebe zu unterbrechen, wenn der Gang gewechselt wird oder das Fahrzeug mit laufendem Motor stehen soll. Beim Anfahren wird mit „schleifender“ Kupplung Drehmoment vom mit einer Mindestdrehzahl laufenden Motor auf das zunächst stillstehende Getriebe übertragen und die überschüssige Leistung in Abwärme umgesetzt, bis die Drehzahlen sich angeglichen haben und der vollständig eingekuppelte Zustand erreicht ist.

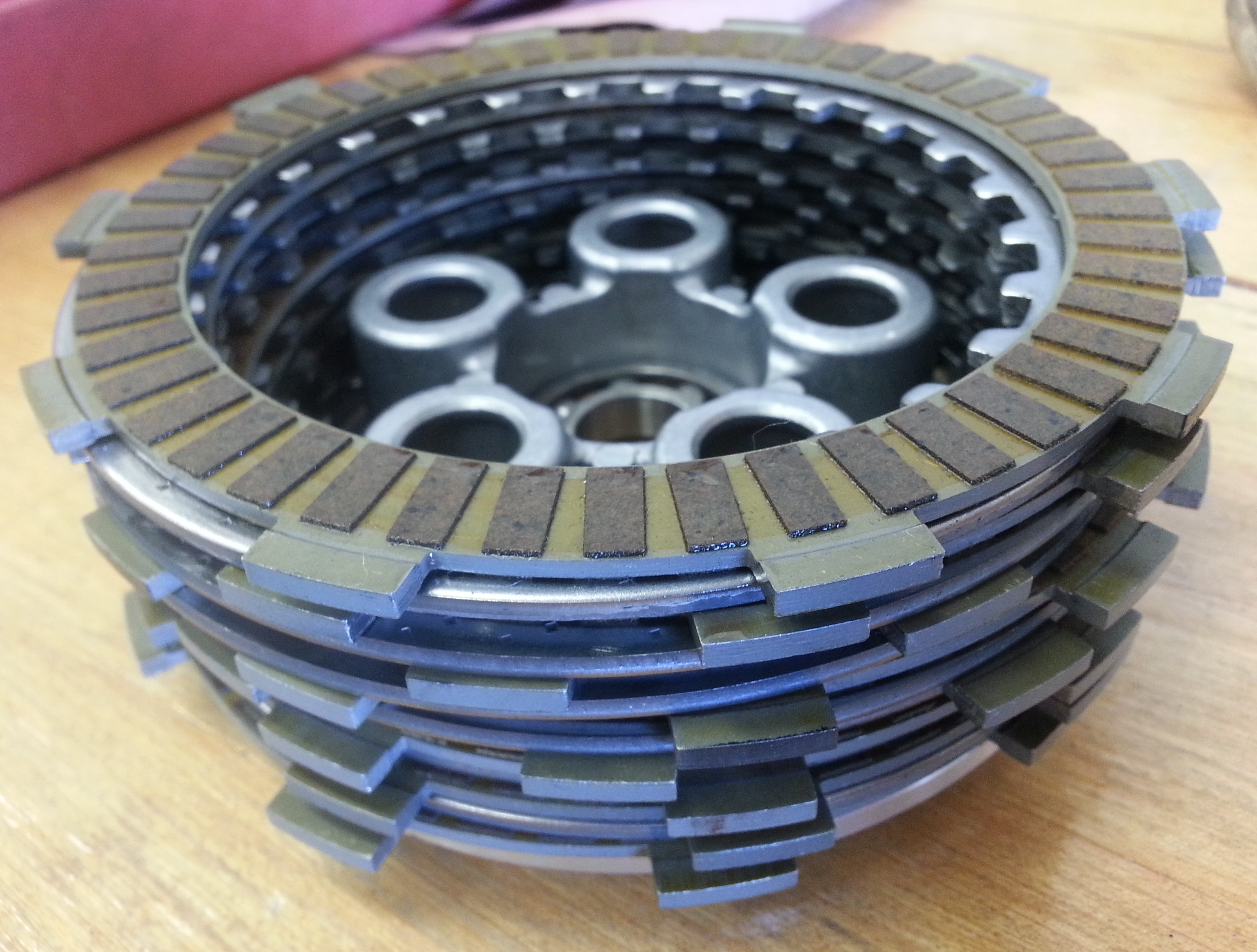
Reibscheibenpaket einer Zweirad-mehrscheibenkupplung (Honda CBR600RR)

Bei Autos wird oft die Einscheiben-Trockenkupplung verwendet.
Anderen Zwecken dienen die nichtlösbaren Kupplungen.
In den meisten Motorrädern ist eine Mehrscheibennasskupplung eingebaut. Sie läuft innerhalb des Motors bzw. Getriebes im Ölbad. Ihre Bauform ermöglicht vergleichsweise geringe Abmessungen.

## Untergliederung

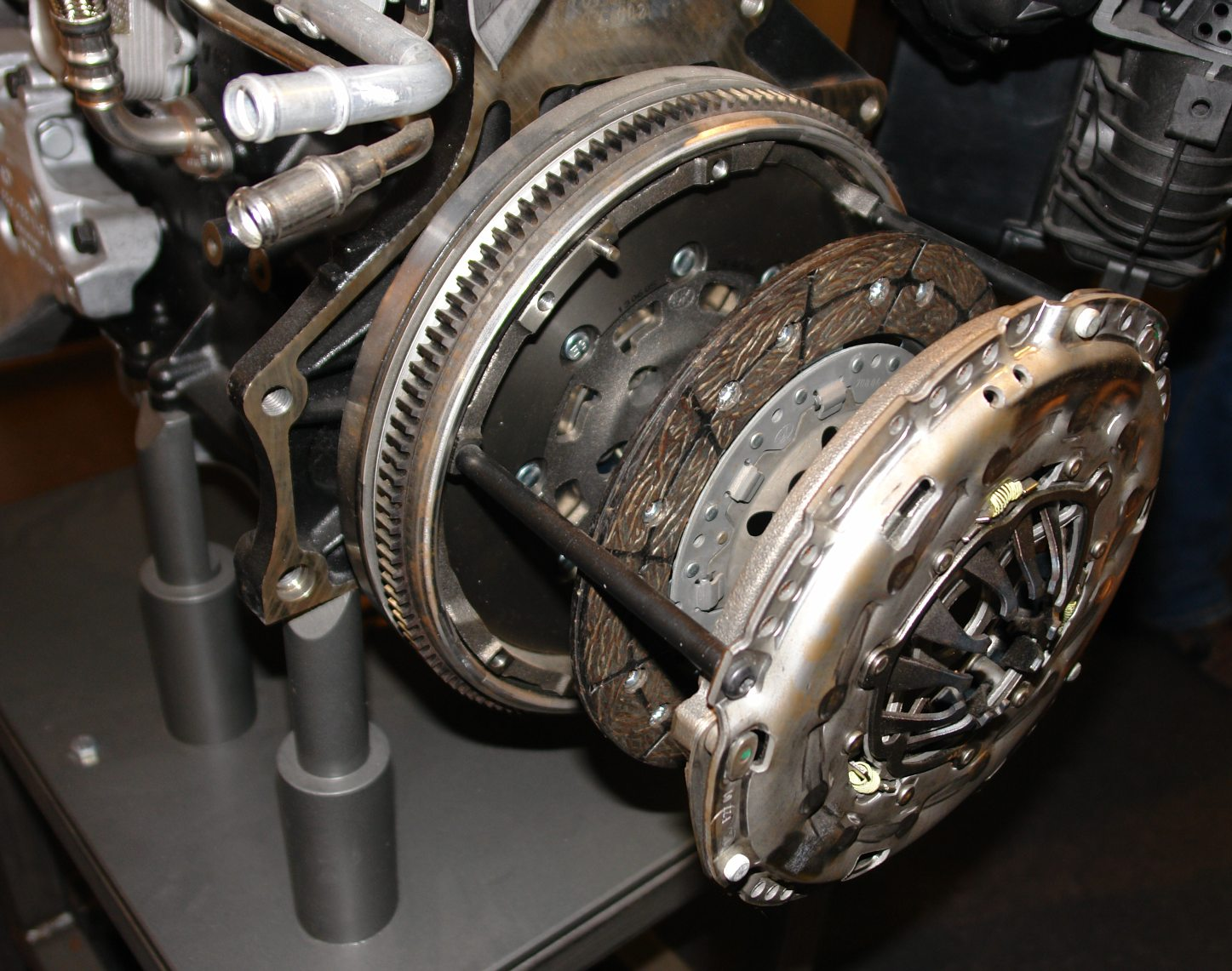
Kraftfahrzeugkupplung, geöffnet
hinten: Motor mit Schwungscheibe (mit Zahnkranz für den Anlasser)
Mitte: Kupplungsscheibe
vorn: Deckel (Druckscheibe und Tellerfeder z. T. verdeckt)

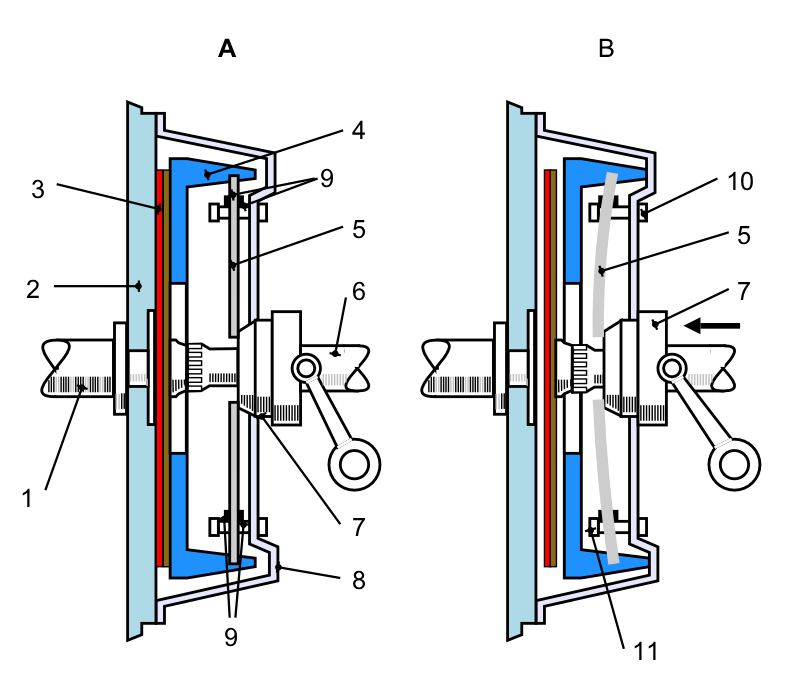
Schnitt einer Kraftfahrzeug-Kupplung
A: verbindend (eingekuppelt)
B: gelöst (ausgekuppelt)
1 Motorkurbelwelle
2 Motorschwungscheibe
3 Kupplungsscheibe
4 Druckscheibe
5 Membranfeder
6 Getriebewelle
7 Ausrückring
8 Deckel
9 Stützscheiben
10 Stützbolzen
11 Anschlagbund

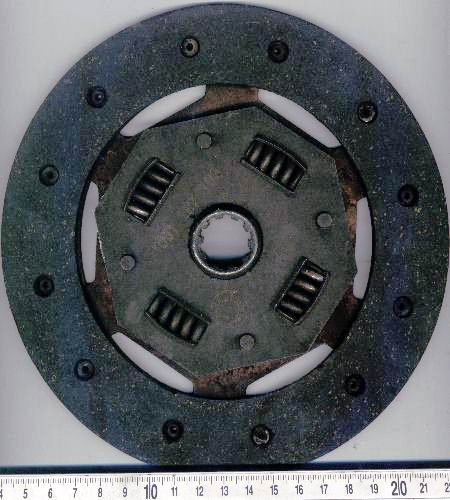
Kupplungsscheibe mit ringförmigem Reibbelag und verdrehbarer Druckfederkupplung zwischen Ring und mittigem Abtrieb zur Schwingungsentkopplung

### Lösbare Kupplung
Die beim PKW fuß-, beim Motorrad handbetätigte lösbare Kupplung zwischen Motor und Schaltgetriebe ist aufgrund der hohen Verbreitung die bekannteste Kupplung überhaupt. Sie ist eine kraftschlüssige Kupplung, die das Anfahren und das Wechseln der Getriebestufen erst ermöglicht.
Zum Wechseln der Getriebestufen („Gänge“) muss die Drehmomentübertragung unterbrochen werden, damit das gewünschte Zahnradpaar (= Gang) in gegenseitigen Eingriff gebracht werden kann. Die heutigen Synchrongetriebe passen die dazu notwendig gleiche Drehzahl der beiden Zahnräder mit Hilfe von kleinen Reibkupplungen, den Synchronringen an. Beim Wiederherstellen der Verbindung zwischen Motor und Getriebe wird ein etwaiger Drehzahlunterschied durch kurzzeitigen Schlupf in der Kupplung überbrückt.
Üblicherweise wird eine beidseitig mit ringförmigen Reibbelägen versehene Kupplungsscheibe (3) zwischen zwei an der Motorkurbelwelle (1) befestigten Scheiben eingeklemmt. Die eine Scheibe ist die mit der Kurbelwelle  starr verbundene Schwungscheibe (2), die andere ist die mitdrehende sogenannte Topf-/Druckscheibe (4), die mit einer Membranfeder (5) gegen die Schwungscheibe gepresst wird. Die Kupplungsscheibe ist mittels einer Zahnkupplung mit der Getriebewelle (6) drehstarr verbunden.
Zum Lösen wird die Membranfeder, die mit ihrem äußeren Rand über die Topfscheibe auf die Kupplungsscheibe drückt, „abgehoben“, indem sie an ihrem inneren Rand axial verspannt wird. Der Ausrückring (7) wird mit Fußkraft vom Kupplungspedal aus gegen die Membranfeder gedrückt, die sich umstülpt (Verdrehen um die Stützlager (10)/(11)). Die Topfscheibe entfernt sich etwas von der Kupplungs- und der Schwungscheibe.

### Nichtlösbare Kupplungen in Kraftfahrzeugen
Zur Übertragung der Leistung vom Frontmotor zum Hinterradantrieb dient in der Regel eine Kardanwelle. Diese ist mit der Ausgangswelle des Getriebes mit einem Kardangelenk verbunden. Diese winkelbewegliche Kupplung erlaubt die gefederte Vertikalbewegung der Hinterachse relativ zum im Prinzip fest eingebauten Getriebe. Das oder ein weiteres Kardangelenk kann sich auch in einer geteilten Kardanwelle befinden.
Wenn die angetriebenen Hinterräder eines Kraftwagens nicht mit einer starren Achse verbunden sind, sondern sich einzeln elastisch gegen das Fahrzeug bewegen, werden die zwei Halbachsen auch oft mittels Kardangelenken am Hinterachsdifferential und an den Rädern verbunden. Bei Vorderradantrieb sind die Räder vertikal gefedert und werden zusätzlich eingelenkt. Weil die Drehübertragung in abgewinkelter Lage über eine Umdrehung zu stark schwankt, werden gleichmäßig übertragende homokinetische Gelenke verwendet.
Die Hardyscheibe ist mit dem Kardangelenk verwandt. Sie enthält eine Gummischeibe, die bei Winkelausschlägen zwischen den beiden Wellen und bei Drehstößen elastisch verformt wird.

#### Drehelastische Kupplung in einer Kupplungsscheibe (nicht lösbar)
Der äußere Teil der Kupplungsscheibe mit den Reibringen ist mit der Nabe mit der Verzahnung für die Verbindung mit der Getriebeeingangswelle drehelastisch verbunden. Die eingebauten Druckfedern fangen Drehmoment- und Drehgeschwindigkeitsstöße ab.

## Nasskupplungen
Nasskupplungen laufen überwiegend im Ölbad („nass“). Dabei dient das Öl auch zur Wärmeabfuhr und erhöht so die mögliche Reibleistung in der Kupplung. Eine Trockenkupplung brauchte entsprechend eine größere Reibfläche. Aufgrund der sie umgebenden Flüssigkeit ist der Belagwechsel der Nasskupplung aufwändiger als bei einer Trockenkupplung.

## Kupplungspedal und -hebel

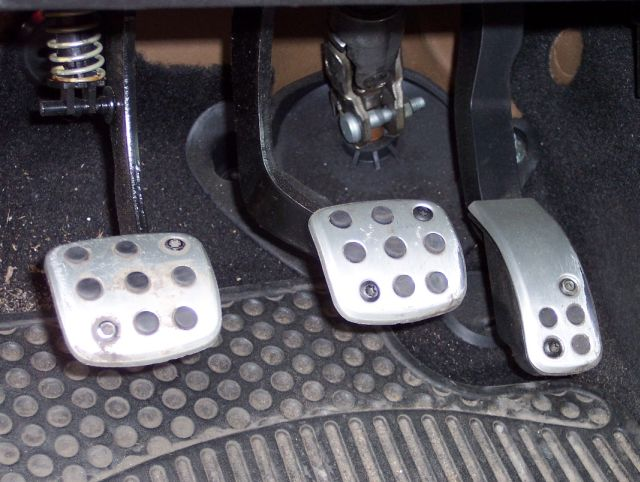
Fußraum eines Pkw, links das Kupplungspedal

Die Betätigungseinrichtung der Kupplung beim Auto ist das Kupplungspedal. Bei Zweirädern ist es ein Hebel am Lenker. Bei Rennwagen wird die Kupplung, die nur beim Anfahren aus dem Stand verwendet wird, über einen Hebel am Lenkrad betätigt.